# Phelps Dodge
Pour les articles homonymes, voir Phelps et Dodge (homonymie).
Phelps Dodge (NYSE : PD) est une entreprise minière américaine spécialisée dans l'extraction, la transformation et la distribution du cuivre. Elle est considérée comme l'un des géants mondiaux dans le domaine du cuivre.

## Histoire

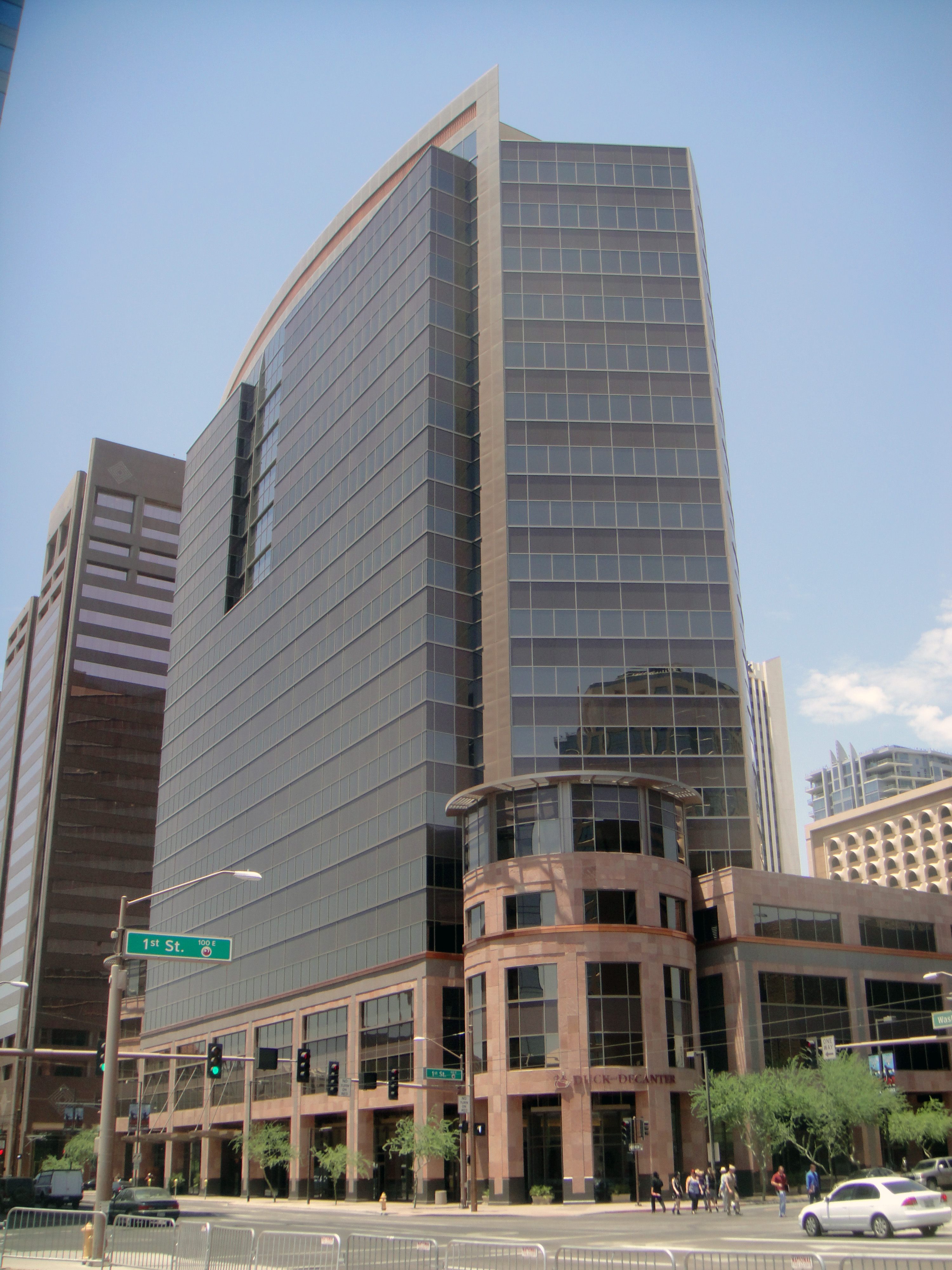
Phelps Dodge Tower dans le downtown Phoenix.

La société est fondée en 1834 par Daniel James (en) et ses deux gendres, William E. Dodge (en) et Anson Green Phelps (en).
Phelps Dodge a investi dès 1880 dans les riches gisements de cuivre de l'Arizona, à Clifton et Bisbee, deux villes-champignon.
En 1875, un prospecteur du nom de Hugh Jones visita la région, à la recherche de gisements d'argent, mais ne trouva que du minerai de cuivre, qui intéressa deux ans plus tard un éclaireur de la cavalerie américaine, John Dunn, mais un autre prospecteur, George Warren profita de son absence pour raisons militaires, puis perdit sa concession au jeu. Dès 1878, le minerai était si riche qu'il était expédié à Benson pour prendre le train à destination de la Pennsylvanie.
La petite agglomération[Laquelle ?] située en plein désert de l'Arizona atteint un pic de 35 000 habitants.
Phelps Dodge s'était installé en 1880 dans la mine de Morenci, tout proche de Clifton, autre ville-champignon de l'Arizona, en concurrence avec sa future filiale l'Arizona Copper Company, et envoya en 1881 son ingénieur James Douglas à Bisbee.
En 1982, les prix du molybdène s'effondrant, l'entreprise Phelps Dodge ferme le site de Kitsault et la ville devient une ville fantôme.
Le 26 juin 2006, elle se propose de fusionner avec Inco pour acheter Falconbridge dans le cadre d'une transaction estimée à 40 milliards USD. L'entité ainsi créée, nommée Phelps Dodge Inco, devait être le plus important producteur mondial de nickel et le deuxième producteur mondial de cuivre. Sa valeur boursière était estimée à 56 milliards USD. 
Le 16 juillet 2006, pour contrer Xstrata, elle bonifie son offre sur Falconbridge.
Le 19 mars 2007, Phelps Dodge est acquise par Freeport-McMoRan.